# Nicolás Ardanaz Piqué
Nicolás Ardanaz Piqué (Pamplona, 17 de mayo de 1910 - ibid., 7 de noviembre de 1982) fue un fotógrafo aficionado español, documentalista, de formación autodidacta compaginada con una formación pictórica inicial como alumno de Javier Ciga Echandi y cuya actividad fotográfico ejerció durante cuarenta años. Fue, además, uno de los fundadores de la Agrupación Cinematográfica y Fotográfica de Navarra (AFCN). Para Carlos Cánovas:

Nicolás Ardanaz fue probablemente el más popular de los fotógrafos navarros en la segunda mitad del siglo XX. Su carismática personalidad tuvo mucho que ver en ello, sin duda, pero fue su dedicación durante más de cuarenta años a cantar el paisaje y el paisanaje de su querida Navarra lo que más y mejor alimentó esa popularidad. Esos dos focos temáticos recorren toda su producción.
Carlos Cánovas, 2023

## Biografía
Nacido en Pamplona en 1910, en la calle de San Gregorio, estudió primero en el Colegio de los Maristas, pasando tres años después a estar internado en la localidad de Hasparren, en un centro religioso donde mejoró su dominio del francés. Su familia, que procedía de Cataluña, se había establecido en Pamplona unos años antes. Siendo muy joven su padre, propietario de una droguería céntrica de Pamplona, le regaló una cámara fotográfica. Su conocimiento del francés y su incipiente afición fotográfica propiciaron su interés por la cultura francesa y por la lectura de revistas llegadas de Francia. Serán muchos amigos de infancia franceses quienes le visiten en Pamplona. 
Fue también durante esta etapa que, atendiendo a sus aptitudes pictóricas, recibe clases, durante unos dos años, del pintor Javier Ciga adquiriendo unas nociones que plasmará toda su vida en las fotografías posteriores. Como afirma el historiador del Arte Zubiaur Carreño:

En el estudio de este pintor aprendió a seleccionar el espacio a representar, a componer sus elementos dentro de él y a establecer la gradación de los planos en función de la luz existente, aunque después decidiese postergar los pinceles para –como si dijéramos- “pintar” con la cámara fotográfica tan pronto como sintió crecer su afición por el nuevo medio de representación, a partir de cuando su padre le regaló la primera máquina fotográfica de su vida.
Fco. Javier Zubiaur Carreño, 2008

Tras esta formación, regresa a Pamplona y dedica su vida profesional a atender y gestionar después el negocio familiar. Esta trayectoria profesional se verá interrumpida por el estallido de la Guerra civil española en la que participa como voluntario en los tercios de requetés donde llevará su cámara fotográfica y realizará numerosas tomas que serán publicadas por el Diario de Navarra. En «aquellas imágenes tempranas» ya se acredita «un poderoso sentido formal.»
Con la finalización de la guerra, reasume el negocio familiar, la droguería «—toda una institución en Pamplona—», dedicando su tiempo libre al montañismo y a la fotografía, sus dos grandes aficiones.

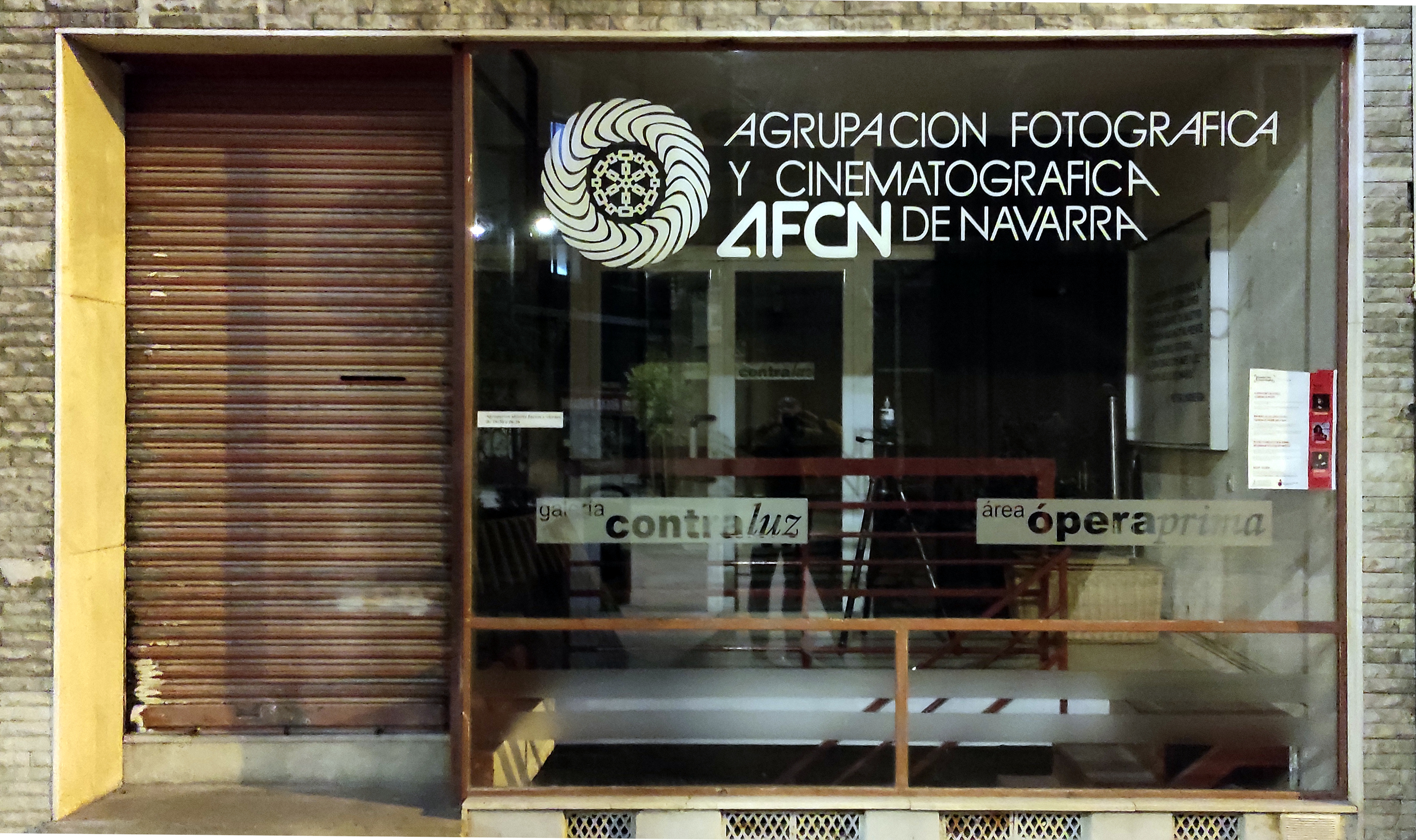
Sede de la Agrupación Cinematográfica y Fotográfica de Navarra (AFCN)

### AFCN
Durante esta etapa, en agosto de 1955, se funda la Agrupación Cinematográfica y Fotográfica de Navarra (AFCN) donde un grupo de aficionados con inquietudes similares crean esta sociedad para «utilizar todas las posibilidades que estén a su alcance para fomentar el arte fotográfico y cinematográfico en sus aspectos científico y artístico, y en sus derivados». Esta sociedad, formada «gracias al dinamismo de Manuel María Castells, quien, en menos de dos meses, logró preparar los estatutos y legalizarlos», realiza la primera exposición en las Escuelas de San Francisco el 24 de diciembre de 1955. La AFCN convocará en abril de 1956 el I Salón Nacional de Fotografía Artística que, con el paso del tiempo, se conocerá cómo el Salón San Fermín y pasará a tener un carácter internacional.
Falleció en Pamplona víctima de una infarto cerebral.

## Obras
Tras su fallecimiento, el Museo de Navarra adquirió su archivo fotográfico en 1984. El contenido del mismo alcanzaba «unos ocho mil negativos en blanco y negro y algo más de tres mil diapositivas en color.» Son trabajos realizados «con cámaras de formato medio, 6x6 y 6x9 cm, formato del que nunca se apartaría.» Además del mencionado Diario de Navarra, publicó principalmente numerosas imágenes en la revista Sombras, especializada en fotografía, en Pregón y en Vida Vasca. También El Pensamiento Navarro, entre 1966-1974 publicó más de doscientas.
Con ocasión de los 100 números publicados por la revista Pregón, el periodista Ramón García Domínguez, tras haber estudiado a fondo esos números para una tesina, afirmaba que «la fotografía es un elemento esencial en PREGÓN, que lleva por subtítulo "Revista Gráfica de Navarra". Una media de 30 a 40 por número y un total de casi 4.000 fotografías en los 100 números de publicación.»
Poco después afirmaba que, de los fotógrafos más habituales «Ardanaz y Zubieta se llevan la palma en la cantidad y en el arte de sus modelos.» Y sobre este primero enfatizaba: 

«Ardanaz es un maestro consumado en paisajes, tipos y costumbres. Sabe buscarle a todo su alma, su poesía. Si en el Parnaso vive también la nueva Musa del Arte de la Fotografía, Ardanaz es sin duda su primer y más destacado servidor.  Cualquier motivo le sirve para darnos una composición hermosa: un carro mirando al cielo, un espino florecido, un trago de vino del segador, unos viejos al sol de otoño...»
Ramón García Domínguez, Pregón, un noble canto a Navarra, 1969 

Según afirmaba Ricardo Ollaquindia Aguirre, «la revista PREGÓN guarda la mayor colección impresa de fotos de  Nicolás Aidanaz, muchas comentadas  por él mismo, con su nombre o con el seudónimo "Iruñazale". Comenzó en  el número 1 con ima serie titulada "Paisajes y costumbres de la tierra". Siguió con otra, a partir de 1955, titulada "Bajo el cielo de Navarra". Y siguieron otras; "Estampas campesinas", "Escenas veraniegas"».
Tras su fallecimiento, su viuda, Resu Villanueva, donó las «miles de fotos en carpertas y cajas» a la Institución Príncipe de Viana. Francisco Javier Zubiaur Carreño, entonces director de la institución, recibió el 23 de abril de 1983 «unas 8.000 fotos en blanco y negro y 2.000 diapositivas en color» dando así inició a «la colección de Fotografía Artística que se conserva convenientemente en el Museo de Navarra.»

## Premios y reconocimientos
- Fruto de su trabajo logró numerosos premios y distinciones por ello en certámenes como el Primer Salón Latino o la VII Exposición Fotográfica del País Vasco, entre otros.
- 1957. Gana el trofeo «Julián Gayarre».[9]
- 1960. Primer Salón Latino «San Fermín» organizado por la AFCN. Poco después fue premiado en la VII Exposición Fotográfica del País Vasco.[9]

- También fueron obra suya los carteles anunciadores de las Fiestas de San Fermín en los años 1965 y 1966.[9]
- 1983. Homenaje a Nicolás Ardanaz en la Sala CAN-Castillo de Maya (Pamplona).[13]
- 2000. Del 18 de mayo al 25 de junio en el Museo de Navarra se celebró una exposición de su obra.
- 2022-2023. Exposición Una mirada esencial, comisariada por Carlos Cánovas, dedicada a algunas de sus temáticas fotográficas más habituales: Guerra civil, San Fermín, paisajes, retratos y composiciones.[14][15]